# マカエロプロソプス
マカエロプロソプス（Machaeroprosopus）は、アメリカ合衆国南部から化石が発見されている植竜類の属。他の植竜類と同様に後期三畳紀に生息した大型爬虫類であり、現在のワニにも類似した半水棲の生活に適応した動物食性動物であったと見られる。本属の下位分類については複数の見解があるが、5種以上の種が報告されており、属内でも吻部の形態に多様性がある。また属レベルの分類も変遷した過去があり、例としてプセウドパラトゥスが本属のジュニアシノニムとされている。

## 分類の変遷
かつてマカエロプロソプス属のタイプ種と考えられていたM. validusはアリゾナ州のチンリ層から産出した3個の完全な頭蓋骨に基づいて命名されたが、これらの頭蓋骨が1950年代以降紛失しているため、本種の視覚的記録は1916年の原記載に描かれた線画を残すのみとなっている。他の種にはニューメキシコ州から産出して1922年に命名されたM. andersoni、1930年に命名されたM. adamanensis、M. gregorii、M. lithodendrorum、M. tenuis、M. zuniiがいたが、これらの種の大半はスミロスクス属やルーティオドン属あるいはフィトサウルス属に再分類されている。この状況でM. validusが他の属に再分類されていない唯一の種と考えられていたため、マカエロプロソプス属は他の植竜類との区別を支持する標徴的標本を欠くことから疑問名とみなされていた。その後Parker et al. (2013)によるマカエロプロソプス属の分類学的再評価により、M. validusのホロタイプ標本UW 3807がマカエロプロソプス属のホロタイプ標本として否定され、種Machaeroprosopus bucerosがマカエロプロソプスの置換名として提唱された。本種の学名はBelodon bucerosのコンビナティオ・ノヴァである。そのため、プセウドパラトゥスという名前はマカエロプロソプスのジュニアシノニムであり、プセウドパラトゥス属の全ての種はマカエロプロソプス属に再分類される。この更新された分類はStocker and Butler (2013)をはじめとする複数の研究に受け入れられている。Stocker and Butler (2013)はまたM. andersoniを有効な種として扱っており、かつてLing and Murry (1995)が提唱したようにMachaeroprosopus bucerosのジュニアシノニムとしていない。

## 種

### M. andersoni

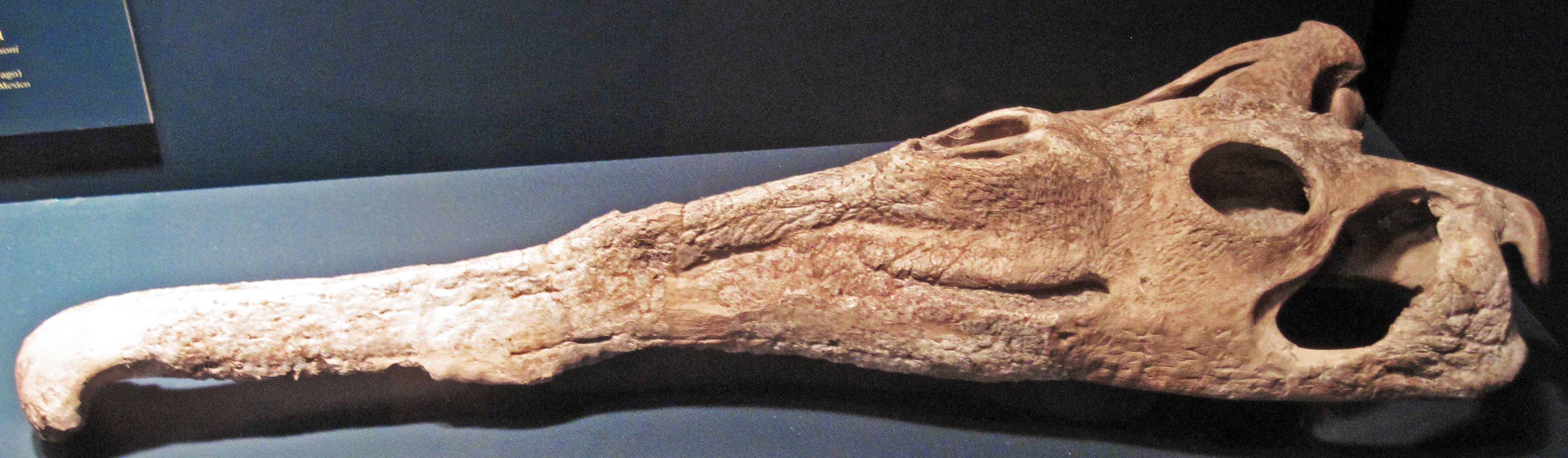
M. andersoniの頭蓋骨

M. andersoniは部分的な頭蓋骨であるホロタイプ標本FMNH UC 396に基づいてMehl (1922)により最初に記載・命名された。この標本はおそらくニューメキシコ州グアダルーペ郡のBull Canyonで発見されており、産出層準はチンリ層あるいはDockum層群 (en) のBull Canyon層と推定されている。本種はLong and Murry (1995)や後続研究によりM. bucerosのジュニアシノニムと考えられていたが、Stocker and Butler (2013)により有効な種として扱われた。
本種のホロタイプ標本は本種で唯一知られている標本である。Long and Murry (1995)はBull Canyon層から産出した他の複数の標本をArribasuchus bucerosに分類したが、Stocker and Butler (2013)はこれを認めていない。

### M. buceros

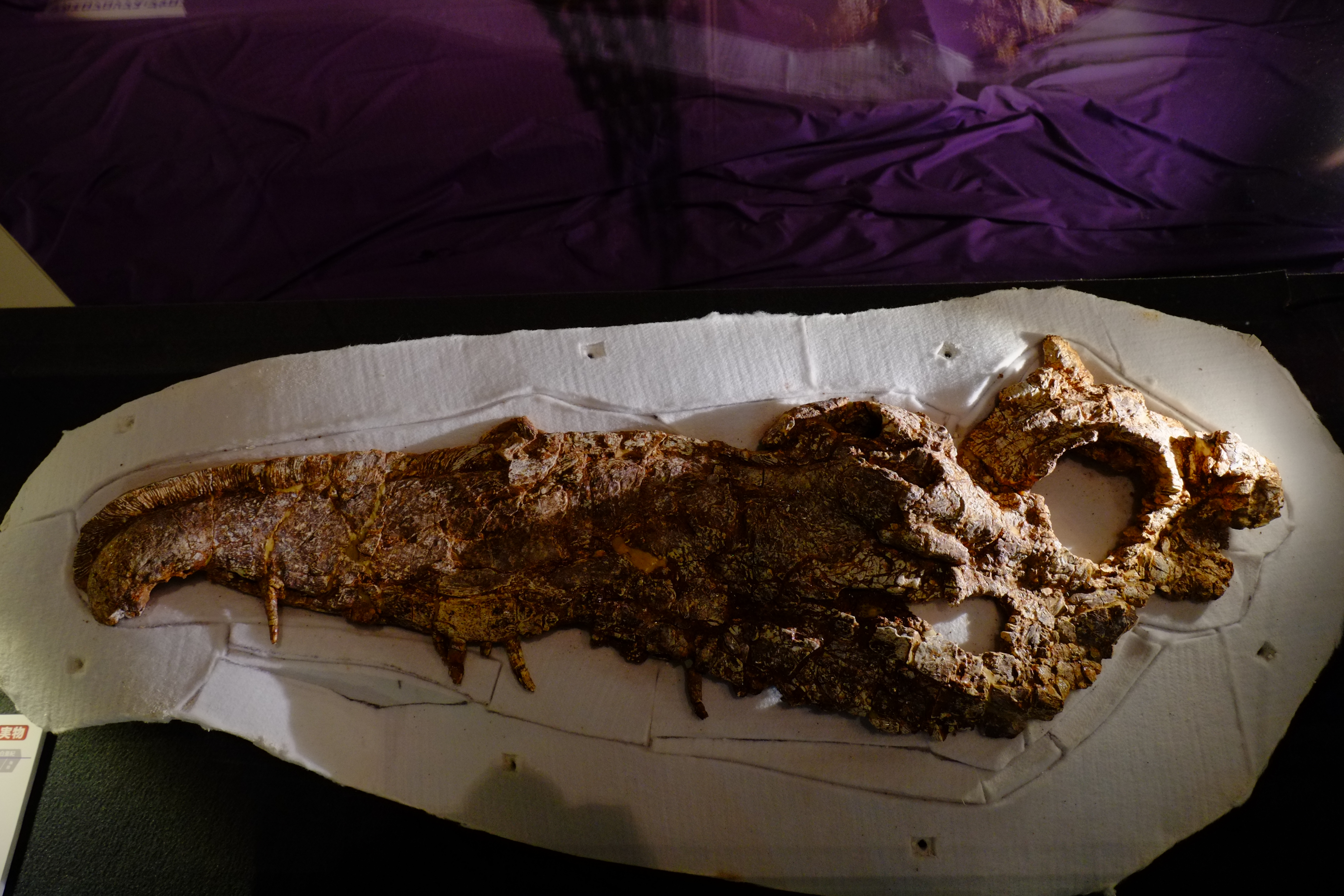
M. bucerosの頭蓋骨

M. bucerosは部分的な頭蓋骨であるホロタイプ標本AMNH 2318に基づいてCope (1881)によりBelodon bucerosとして最初に記載・命名された。本標本はチンリ層のPetrified Forest部層（ノーリアン階）から産出しており、産地はニューメキシコ州のリオアリバ郡である。後にこの頭蓋骨は往々にしてPhytosaurus bucerosに分類された。Jaekel (1910)は本種について新属を設立し新属新種Metarhinus bucerosとしたが、この属名はOsborn (1908)により命名されたブロントテリウム科の哺乳類であるMetarhinusに用いられていた。Mehl (1915)は本種をLophoprosopus bucerosとしてLophoprosopusに分類したが、この属のタイプ種がNicrosaurus kapffiのシノニムと考えられていることから、Mehl (1916)は新属を設立して本種をMachaeroprosopus bucerosとし、またマカエロプロソプス属のタイプ種をM. validusとした。M. bucerosの頭蓋骨はRutiodon bucerosやPseudopalatus bucerosとして分類されることもあった。Long and Murry (1995)はM. validusがマカエロプロソプス属のタイプ種としての適格性を失っていることに気付かないまま、新属を設立してM. bucerosをArribasuchus bucerosに分類した。
Hungerbühler (2002)やLucas et al. (2002)、Zeigler et al. (2002)、Irmis (2005)、Parker and Irmis (2006)といった後続研究では、本標本はPseudopalatus bucerosに分類を戻され、Arribasuchusはプセウドパラトゥス属のジュニアシノニムとされた。Parker et al. (2013)はマカエロプロソプス属の分類学的再評価を行い、国際動物命名規約の条67の8が元のタイプ種（今回ではコープのBeladon buceros）が維持されることを規定していることから、Machaeroprosopus bucerosが本属のタイプ種のコンビナティオ・ノヴァであることを明らかにした。このため、プセウドパラトゥスという名前はマカエロプロソプスのジュニアシノニムとなり、プセウドパラトゥス属に分類されていたP. bucerosを含む全ての種がマカエロプロソプス属に再分類された。再評価に従ってStocker and Butler (2013)によりM. andersoniは有効な種とされ、またかつてLong and Murry (1995)により提唱されたMachaeroprosopus bucerosのジュニアシノニムとする見解が否定された。Long and Murry (1995)によりP. bucerosに分類された標本は他にも存在したが、アリゾナ州とテキサス州から産出した標本は全て他の種（M. lottorum、M. mccauleyi、M. validus）に再分類され、Dockum層群から産出したM. andersoniも再検証された。このためM. bucerosの化石はニューメキシコ州のチンリ層のみから産出した格好になっている。

### M. jablonskiae
M. jablonskiaeは吻部と口蓋が保存されていない神経頭蓋と後側の頭蓋天井からなるホロタイプ標本PEFO 31207に基づいて(Parker and Irmis (2006))により最初に記載・命名された。本標本は鱗状骨と後耳骨の形態に基づいて当初Parker and Irmis (2004)によりPseudopalatus cf. mccauleyiとして扱われ、その後Parker and Irmis (2005)でPseudopalatus sp.、(Parker and Irmis (2006))でPseudopalatus jablonskiaeとして分類が変遷した経緯を持つ。本標本は2002年9月にチンリ層のSonsela部層の下部Jim Camp Wash単層から回収されており、産地はアリゾナ州の化石の森国立公園のPFV 295であった。種小名はホロタイプ標本の発見者Pat Jablonskyへの献名である。Parker et al. (in press)によるマカエロプロソプス属の分類学的再検討に従えば、P. jablonskiaeを含むプセウドパラトゥス属の全ての種はマカエロプロソプス属に再分類されることになる。この主張はStocker and Butler (2013)で採択されている。
M. jablonskiaeは唯一知られている標本が不完全であるものの、少なくとも1個の固有派生形質とユニークな形質群によって他の種から区別することが可能である。また当該標本には保存の良い神経頭蓋が保存されており、植竜類のこの部位が詳細に保存・記載されているケースは稀である。Parker and Irmis (2006)によるミストリオスクス族の植竜類の系統解析では、本種はプセウドパラトゥス属の最も基盤的な種とされている。

### M. lottorum

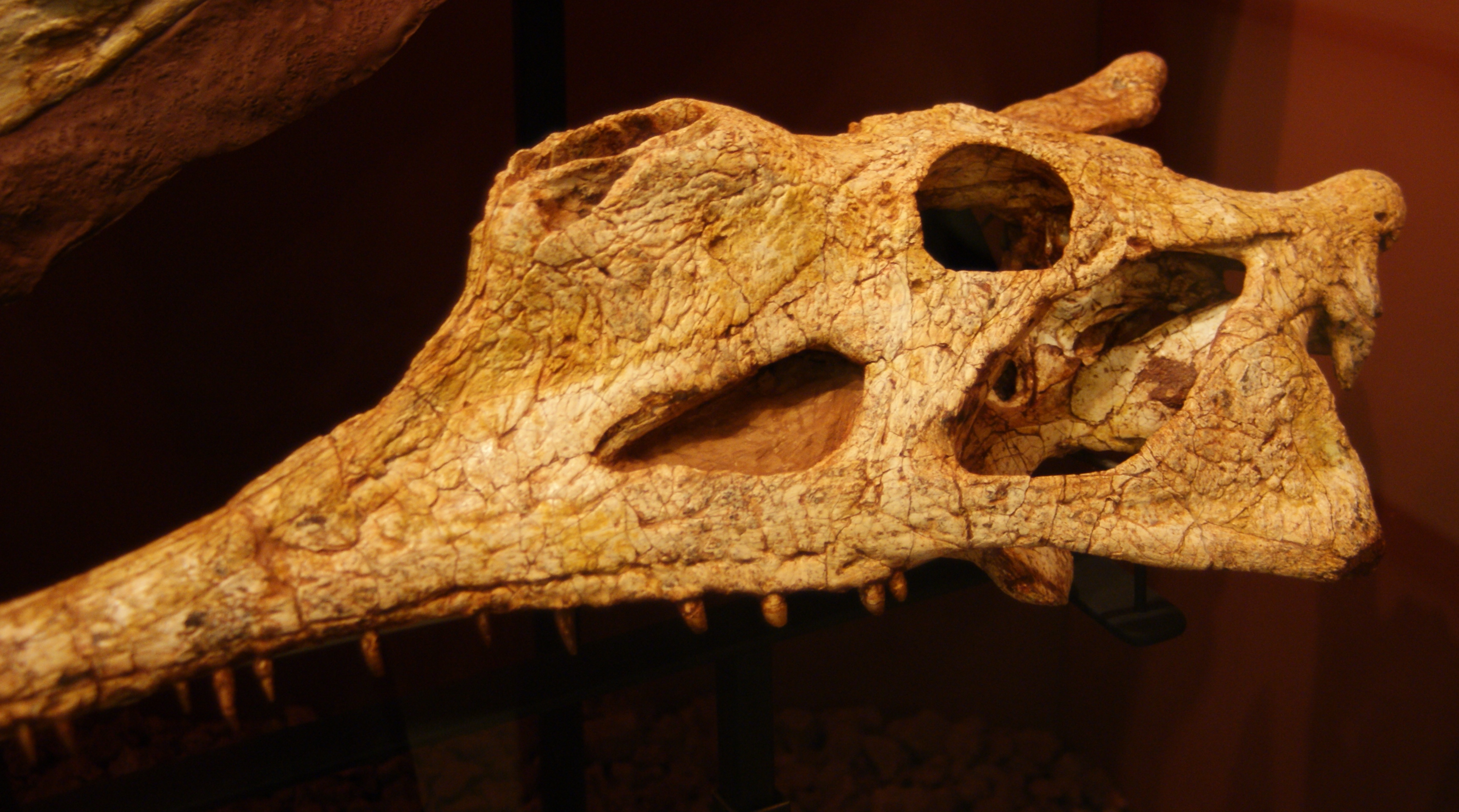
M. lottorumの頭蓋骨

M. lottorumはHungerbühler et al. (2013)により記載・命名された。種小名はTTU VPL 3870の研究において研究者らに協力したJohn LottとPatricia Lott Kirkpatrickに由来する。テキサス工科大学に所蔵されている2個の完全な頭蓋骨が知られており、1個はホロタイプ標本のTTU-P10076、1個はパラタイプ標本のTTU-P10077である。これらの頭蓋骨はテキサス州西部のガルザ郡のポストの13キロメートル南方に位置するPatricia Site (TTU Vertebrate Paleontology Locality 3870)で回収されており、産出層準はDockum層群のノーリアン階にあたるクーパーキャニオン層の上部のユニットであった。TTU-P10074から化石が産出した他の脊椎動物には、マカエロプロソプス属の未定種に分類された部分的頭蓋骨、植竜類の体骨格、魚類、分椎目の両生類、鷲竜類のティポソラックス、ラウイスクス科のポストスクス、シュヴォサウルス科のシュヴォサウルス、獣脚類の恐竜がいる。
Hungerbühler et al. (2013)によるミストリオスクス族の植竜類の系統解析では、本種は派生的なマカエロプロソプス属の種とされ、レドンダサウルス属のタイプ種"R." gregoriiに近縁とされた。この分岐群は、Machaeroprosopus sp.（TTU-P10074）に加えて、M. pristinusとM. bucerosからなる分岐群の姉妹群に置かれた。M. jablonskiaeとM. mccauleyiおよび"Redondasaurus" bermaniはマカエロプロソプス属の基盤的な種に置かれている。

### M. mccauleyi

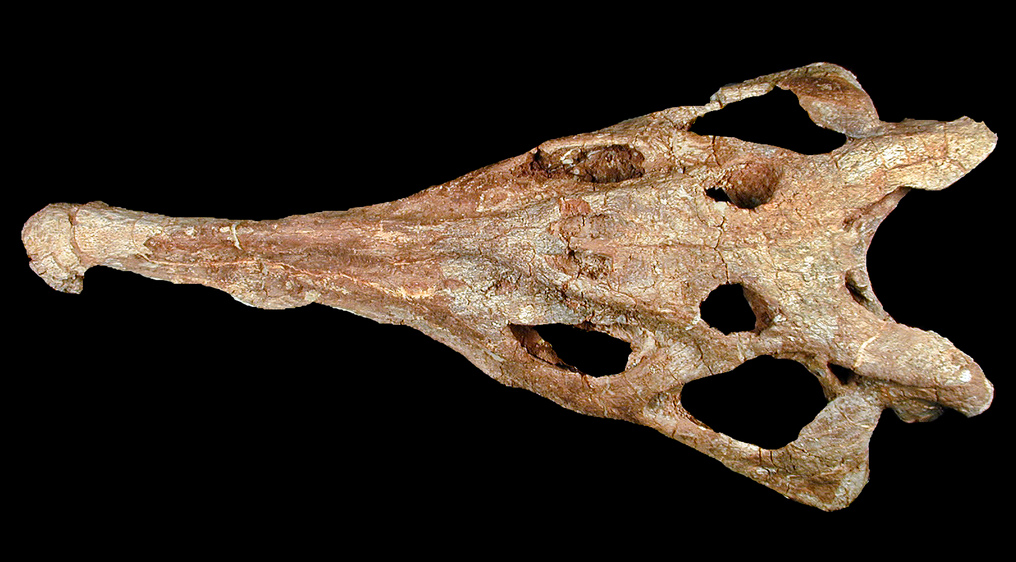
M. mccauleyiの頭蓋骨

M. mccauleyiはプセウドパラトゥス属の種としてBallaw (1989)により最初に記載・命名された。ホロタイプ標本UCMP 126999は吻部の前側半分を欠く不完全な頭蓋骨で、おそらく下顎も付随している。種小名はホロタイプ標本の発見地である"Billings Gap"の土地を所有しているウィンズローのJohn D. McCauleyとMolly McCauley McLeanへの献名である。この標本は元々Ballew (1986)によりPseudopalatus "bilingsensis"に指定されていたものであった。本標本はアリゾナ州アパッチ郡のDry Creek Tank SEで発見されており、多くの論文によればノーリアン階の上部Petrified Forest部層（あるいは層）、Parker & Irmis (2005)によればチンリ層のSonsela部層から産出している。Ballew (1989)はアリゾナ州から産出した吻部の前側半分を欠くもう1個の不完全な頭蓋骨USNM 15839も本種に分類した。Long and Murry (1995)は本種をそのホロタイプ標本のみに限っているが、その後の複数の後続研究ではUSNM 15839も本種として示されている。Long and Murry (1995)はM. mccauleyiをArribasuchus属の種とし、A. bucerosのシノニムである可能性があるとしたが、Hungerbühler (2002)やParker and Irmis (2006)やStocker (2010)およびStocker and Butler (2013)といった後続研究ではM. mccauleyiが有効な種とされている。
本種に分類されている他の標本には、植竜類化石サイトPFV 42で回収された下顎および関節した体骨格が保存されているPEFO 31219、UCMP A257から産出した大型の頭蓋骨UCMP 27149がある。両標本は共にアリゾナ州のPetrified Forest部層から産出したものであり、元々Long and Murry (1995)によりA. bucerosとして分類されていたものであった。
ニューメキシコ州のBull Canyon層から産出したニューメキシコ自然史科学博物館所蔵の頭蓋骨標本NMMNH P-4256もプセウドパラトゥス属のPseudopalatus mccauleyi（すなわちマカエロプロソプス属のM. mccauleyi）に分類されている。当該の標本はPaleontological Research InstitutionのWebサイトでBarrancasuchus sealeyiとして紹介されており、また日本の『世界の巨大恐竜博2006』においてもバルランカスクス属のB. sealeyiとして展示されている。当該標本は頭蓋骨長が1.23メートルで、個体の推定全長は5メートルとされる。

### M. pristinus

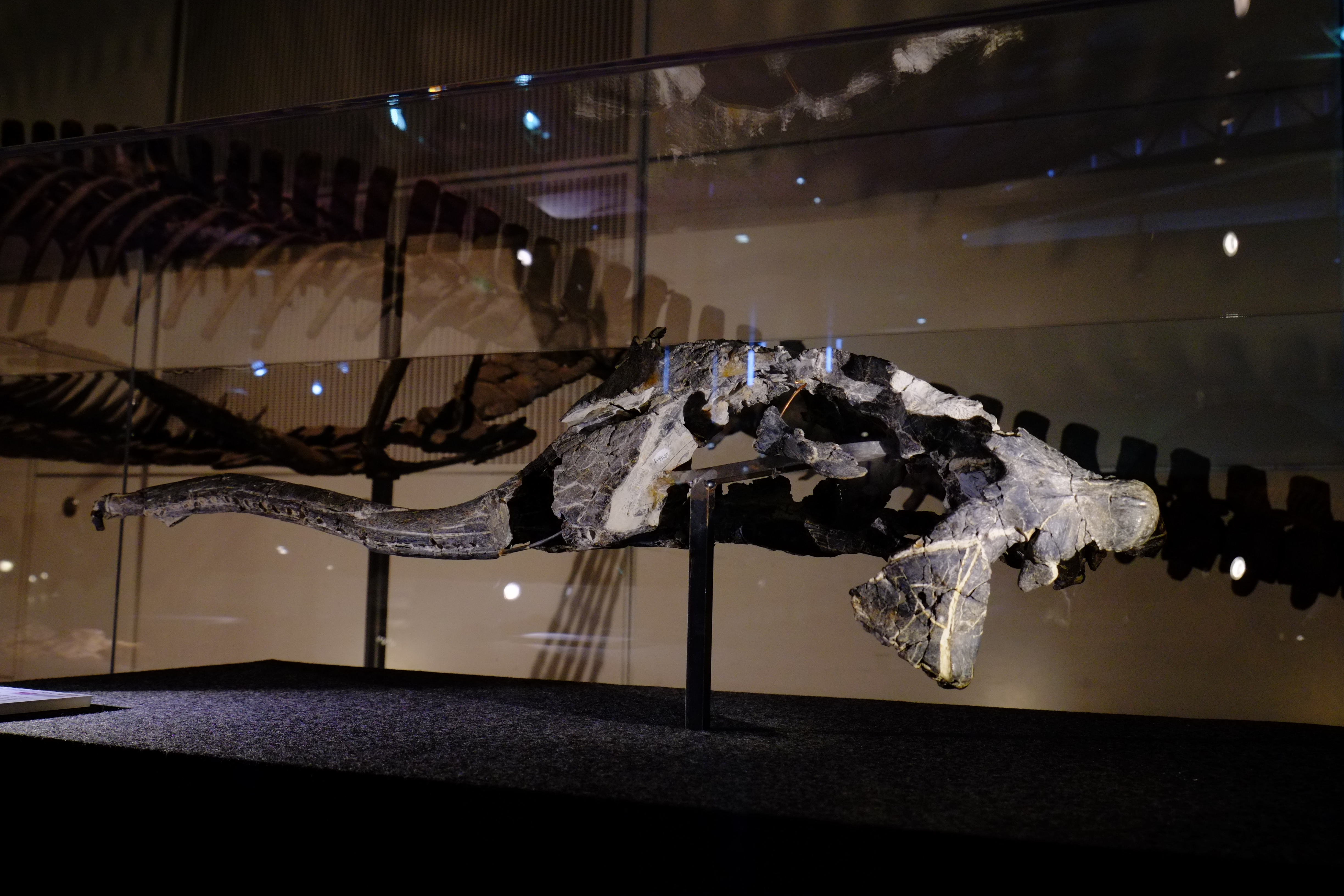
M. pristinusの頭蓋骨

M. pristinusはほぼ完全な頭蓋骨であるホロタイプMU 525に基づき、プセウドパラトゥス属のタイプ種Pseudopalatus pristinusとしてMehl (1928)により最初に記載・命名された。産地はアリゾナ州のアダマナ付近であり、産出層準はチンリ層のノーリアン階にあたる上部Petrified Forest部層である。同じ部層からは追加の頭蓋骨や体骨格が報告されており、Colbert (1946)やLong and Murry (1995)がアリゾナ州から、Lawler (1979)とBallew (1986)およびLong and Murry (1995)がニューメキシコ州から産出した化石を本種に分類している。
Camp (1930)は、アリゾナ州のアパッチ郡に位置するBillings Gapで上部Petrified Forest部層から産出した、ほぼ完全な頭蓋骨と下顎および完全な体骨格要素であるUCMP 27018に基づいてMachaeroprosopus tenuisを記載・命名した。本標本は往々にしてRutiodon tenuisに分類されてきたが、Long and Murry (1995)以来M. pristinusのジュニアシノニムと考えられている。またLong and Murry (1995)はニューメキシコ州のレドンダ層から産出した Redondasaurus gregoriiをM. pristinusのジュニアシノニムとしたが、この見解は後続研究で採用されていない。Long and Murry (1995)では、Chrch Rock部層（ユタ州チンリ層）やBull Canyon層とTravesser層（ニューメキシコ州）およびCooper Canyon層（テキサス州）から産出した、標本番号の無い標本も本種に分類された。これも後続研究では認められておらず、本種はアリゾナ州とニューメキシコ州の上部Petrified Forest部層のみから産出したことになっている。
本種はM. mccauleyiと比較して吻部が細く、日本の企画展『世界の巨大恐竜博2006』においてインドガビアル科との類似から魚食傾向が強かった可能性が言及されている。また同じく日本の企画展『ギガ恐竜展2017』では、M. bucerosと本種が同所的に分布しておりまた両者の間に吻部の形態の差しか見られないことから、両種が実際には同一種の性的二形を反映しているとする説が紹介されている。

### M. validus
M. validusはMehl et al. (1916)により最初に記載・命名されており、完全な頭蓋骨であるUW 3807がホロタイプ標本、部分的頭蓋骨であるUW 3808とUW 3809がパラタイプ標本に指定されている。これらはアリゾナ州のココニノ郡で発見されており、産出層準はチンリ層のノーリアン階にあたる上部Petrified Forest部層である。これらの頭蓋骨は1950年代以降紛失しており、1916年の原記載に掲載された線画が唯一の視覚的な記録となっている。かつて本種はマカエロプロソプス属のタイプ種と考えられ、Pseudopalatus pristinusと同種と見る研究者もいた。この見解に従う場合、プセウドパラトゥス属の命名がマカエロプロソプス属の命名から12年後の1928年であったことから、マカエロプロソプスという名前に先取権がある。Long and Murry (1995)はBelodon bucerosの新属を設立し当該の種をArribasuchus bucerosとしたが、このときM. validusがA. bucerosのシノニムである可能性に触れている。